# 首里末吉町
首里末吉町（しゅりすえよしちょう）は、那覇市の地名。郵便番号は903-0801。

## 地理
那覇市首里支所管内に属する。那覇市内では数少ない共有財産（末吉公園）を有する町内会が存在する。

## 歴史
古くは、シーシ村、獅子村等と呼ばれ、畜産を営む村落で、首里の葬祭に携わる一面も有していた。18世紀頃から伝わる村落独特の獅子舞が伝承されており、琉球国王尚泰の冊封奉祝の宴において舞を披露した記録が残されている。現在でも旧暦8月の十五夜に野呂殿内で奉納の舞を舞う習慣があり、那覇市の無形文化財に指定されている。
かつては西原村に属していたが、1920年に首里市に編入された。1954年までは同市に属し、末吉町と呼ばれた。また、古くはシーシ村と称した。住居表示の首里末吉町は、近年まで3丁目までであったが、真嘉比、古島区画整備事業にて4丁目が新設され現在に至る。
戦前から在郷制限型の自治会が存在し、戦後ポツダム政令第15号が沖縄に適用されなかったことによって残存した旧村落の字有地・共有財産である末吉公園を管理する必要から、自治会側がメンバーシップを厳しく制限している。

## 施設
- 末吉公民館
- 末吉公園
  - 末吉宮
  - [遍照寺跡（旧 万寿寺）]
- 瑞穂酒造